# Jerry Tondo
Jerry Shigekazu Tondo (San Francisco, 10 ottobre 1950) è un doppiatore e attore statunitense.
Ha iniziato a recitare dai tempi del liceo a San Francisco, da quando aveva 13 anni, nel 1983.
Ha vissuto anche a Los Angeles ed attualmente vive a Manhattan Beach con la moglie e i due figli.

## Filmografia

### Doppiatore

#### Cinema
- Mulan, regia di Tony Bancroft (1998)
- Gojira 2000 - Millennium, regia di Takao Okawara (1999)
- Mulan II, regia di Darrell Rooney (2004)

#### Televisione
- The Secret Saturdays - serie TV, 3 episodi (2008-2009)

#### Videogiochi
- Kingdom Hearts II (2005)
- The Matrix: Path of Neo (2005)

### Attore

#### Cinema
- Il Ritorno del Samurai, regia di J. Larry Carroll (1984)
- Gung Ho - Arrivano i giapponesi, regia di Ron Howard (1986)
- Scene di lotta di classe a Beverly Hills, regia di Paul Bartel (1989)
- L'androide, regia di Steven Lovy (1990)
- It's Pat, regia di Adam Bernstein (1994)
- Omicidio nel vuoto, regia di John Badham (1994)
- Minuti contati, regia di John Badham (1995)

#### Televisione
- Sulle Orme del Dragone - film TV (1983)
- Brothers - serie TV, 1 episodio (1985)
- Trapper John - serie TV, 1 episodio (1986)
- La bella e la bestia - serie TV, 1 episodio (1988)
- Cibo per squali - film TV (1991)

## Doppiatori italiani
- Vincenzo Mollica in Mulan (parte parlata)
- Gigi Giannola in Mulan (parte cantata)
- Simone Mori in Mulan II (parte parlata)
- Stefano Rinaldi in Mulan II (parte cantata)